# Джефферсон, Марк
Марк Джефферсон (англ. Mark Jefferson; 1863 — 8 августа 1949) — главный картограф американской делегации на парижской мирной конференции в 1919 году. Президент Ассоциации американских географов с 1916 по 1940 год.

## Биография
Джефферсон получил степень бакалавра в Бостонском университете и степень магистра в Гарвардском университете. В 1883—1889 годах работал в астрономической обсерватории в Аргентине. В 1890—1901 годах был школьным учителем в Массачусетсе.
В 1901—1939 годах возглавлял кафедру географии в Michigan State Normal College (MSNC), ныне Eastern Michigan University (EMU). В эти же годы также преподавал в гарвардской летней школе. Среди его учеников — географ Исаак Боуман и Чарльз К. Колби.

## Память
Биография Джефферсона, названная «Марк Джефферсон — географ», была написана Джофри Дж. Мартином и опубликована Eastern Michigan University Press в 1968 году.
В EMU имеется здание, названное в честь Марка Джефферсона.